# 1974年のバレーボール
1974年のバレーボール（1974ねんのバレーボール）では、1974年（昭和49年）のバレーボール関連の出来事をまとめる。

## できごと
- FIVB加盟（その15） - アイスランド、カタール、ホンジュラスの3カ国。

## 国際大会
- 世界選手権
  - 男子
    - 金メダル： ポーランド
    - 銀メダル： ソビエト連邦
    - 銅メダル： 日本

  - 女子
    - 金メダル： 日本
    - 銀メダル： ソビエト連邦
    - 銅メダル： 韓国

- アジア競技大会
  - 男子
    - 金メダル： 日本
    - 銀メダル： 韓国
    - 銅メダル： 中国

  - 女子
    - 金メダル： 日本
    - 銀メダル： 韓国
    - 銅メダル： 中国

## 国内大会

### 日本
- 第7回日本リーグ
  - 男子
    - 1位：新日本製鉄（10勝）
    - 2位：専売広島（7勝3敗）
    - 3位：日本鋼管（5勝5敗）
    - MVP：中村祐造

  - 女子
    - 1位：日立武蔵（10勝）
    - 2位：鐘紡（7勝3敗）
    - 3位：ヤシカ（5勝5敗）
    - MVP：岡本真理子

- 全日本総合選手権
  - 男子6人制
    - 決勝：日本鋼管 3-0 専売広島

  - 女子6人制
    - 決勝：日立武蔵 3-0 ヤシカ

  - 男子9人制
    - 決勝：崇徳ク 2-0 岩崎通信機

  - 女子9人制
    - 決勝：電々岡山 2-0 富士電機川崎

- 第23回全日本都市対抗
  - 男子
    - 1位：新日鉄堺
    - 2位：富士フイルム
    - 3位：松下電器

  - 女子
    - 1位：日立武蔵
    - 2位：ヤシカ
    - 3位：鐘紡

## 誕生
- 1月17日 - 江越由佳
- 1月30日 - キム・セジン
- 3月9日 - ナウベルチ・ビテンクール
- 3月10日 - 小林敦
- 4月11日 - 熊前知加子
- 4月22日 - レオナルド・ベヌッチ
- 4月25日 - 足立留美
- 5月4日 - 清家ちえ
- 5月21日 - アンデルソン・ロドリゲス
- 5月24日 - 藤好麻希
- 5月30日 - ヴィゴール・ボボレンタ  （+2012年）
- 7月24日 - 花野裕祥
- 8月27日 - 徳野涼子
- 9月2日 - 櫻井由香
- 9月4日 - 金森純子
- 9月13日 - 木原丈裕
- 9月24日 - イゴール・ブシュロビッチ
- 10月4日 - 藤本幹朗
- 10月13日 - 島崎みゆき
- 10月14日 - 木村久美